# EHF Champions League mannen 2001/02
De EHF Champions League 2001/02 was de tweeënveertigste editie van de EHF Champions League, de hoogste handbalcompetitie voor clubs in Europa.

## Deelnemers
| Eerste ronde | Eerste ronde |
| --- | --- |
| - HC Eynatten: Kampioen van België - Gracanica INDEX: Kampioen van Bosnië en Herzegovina - Lokomotiv Varna: Kampioen van Bulgarije - Doukas School: Kampioen van Griekenland - Hapoel Rishon LeZion: Kampioen van Israël - Granitas Kaunas: Kampioen van Litouwen - HC Berchem: Kampioen van Luxemburg - FIQAS Aalsmeer: Kampioen van Nederland | - ZTR Zaporijia: Kampioen van Oekraïne - Jet2Web Bregenz: Kampioen van Oostenrijk - Wybrzeże Gdańsk: Kampioen van Polen - Steaua Boekarest: Kampioen van Roemenië - ŠKP Sečovce: Kampioen van Slowakije - HBC Karviná: Kampioen van Tsjechië - ASKİ SK: Kampioen van Turkije - SKA Minsk: Kampioen van Wit-Rusland |
| Tweede ronde | |
| - Kolding IF: Kampioen van Denemarken - S.O. Chambéry: Kampioen van Frankrijk - Pallamano Trieste: Kampioen van Italië - Sporting CP: Kampioen van Portugal | - Vardar Vatrostalna: Kampioen van Macedonië - CSKA Moskou: Kampioen van Rusland - Redbergslids IK: Kampioen van Zweden - TSV St. Otmar St. Gallen: Kampioen van Zwitserland |
| Groepsfase | |
| - SC Magdeburg: Kampioen van Duitsland - Metković Jambo: Kampioen van Kroatië - Lovćen Cetinje: Kampioen van Joegoslavië - Fotex Veszprém: Kampioen van Hongarije | - Sandefjord TIF: Kampioen van Noorwegen - Celje: Kampioen van Slovenië - Ademar Leon: Kampioen van Spanje - Portland San Antonio: Titelhouder 1999/00 |

## Kwalificatieronde

### Eerste ronde
| Team 1               | Score   | Team 2           | 1       | 2       |
| -------------------- | ------- | ---------------- | ------- | ------- |
| Doukas School        | 53 – 56 | ASKİ SK          | 25 – 27 | 28 – 29 |
| ŠKP Sečovce          | 50 – 47 | Jet2Web Bregenz  | 28 – 22 | 22 – 25 |
| FIQAS Aalsmeer       | 61 – 47 | Lokomotiv Varna  | 34 – 24 | 27 – 23 |
| ZTR Zaporijia        | 64 – 37 | Gracanica INDEX  | 32 – 20 | 32 – 17 |
| Wybrzeże Gdańsk      | 57 - 41 | HC Berchem       | 32 – 20 | 24 – 21 |
| HBC Karviná          | 55 – 40 | Granitas Kaunas  | 32 – 20 | 23 – 20 |
| Hapoel Rishon LeZion | 59 – 39 | HC Eynatten      | 33 – 19 | 26 – 20 |
| SKA Minsk            | 50 – 56 | Steaua Boekarest | 23 – 25 | 27 – 31 |

### Tweede ronde
| Team 1               | Score   | Team 2                   | 1       | 2       |
| -------------------- | ------- | ------------------------ | ------- | ------- |
| ZTR Zaporijia        | 50 – 58 | Kolding IF               | 23 – 25 | 27 – 33 |
| Hapoel Rishon LeZion | 48 – 45 | Pallamano Trieste        | 26 – 18 | 22 – 27 |
| Steaua Boekarest     | 49 – 58 | Sporting CP              | 24 – 33 | 25 – 25 |
| Wybrzeże Gdańsk      | 35 – 54 | CSKA Moskou              | 15 – 25 | 20 – 29 |
| HBC Karviná          | 74 – 52 | TSV St. Otmar St. Gallen | 38 – 27 | 36 – 25 |
| ŠKP Sečovce          | 40 – 53 | S.O. Chambéry            | 19 – 26 | 21 – 27 |
| FIQAS Aalsmeer       | 53 – 61 | Redbergslids IK          | 24 – 31 | 29 – 30 |
| Vardar Vatrostalna   | 64 – 59 | ASKİ SK                  | 37 – 31 | 27 – 28 |

## Groepsfase

### Groep A
| Pos | Club                 | Wed | W | G | V | Ptn | DV  | DT  | +/− | Opmerking                     |
| --- | -------------------- | --- | - | - | - | --- | --- | --- | --- | ----------------------------- |
| 1   | Kolding IF           | 6   | 4 | 1 | 1 | 9   | 159 | 141 | +18 | 00Geplaats voor kwartfinale00 |
| 2   | Portland San Antonio | 6   | 4 | 1 | 1 | 9   | 188 | 152 | +36 | 00Geplaats voor kwartfinale00 |
| 3   | Sporting CP          | 6   | 2 | 0 | 4 | 4   | 132 | 149 | -17 |                               |
| 4   | Lovćen Cetinje       | 6   | 1 | 0 | 5 | 2   | 110 | 147 | -37 |                               |

### Groep B
| Pos | Club                 | Wed | W | G | V | Ptn | DV  | DT  | +/− | Opmerking                     |
| --- | -------------------- | --- | - | - | - | --- | --- | --- | --- | ----------------------------- |
| 1   | Metković Jambo       | 6   | 5 | 0 | 1 | 10  | 166 | 138 | +28 | 00Geplaats voor kwartfinale00 |
| 2   | Redbergslids IK      | 6   | 5 | 0 | 1 | 10  | 167 | 151 | +16 | 00Geplaats voor kwartfinale00 |
| 3   | Sandefjord TIF       | 6   | 2 | 0 | 4 | 4   | 161 | 164 | -3  |                               |
| 4   | Hapoel Rishon LeZion | 6   | 0 | 0 | 6 | 0   | 151 | 192 | -41 |                               |

### Groep C
| Pos | Club        | Wed | W | G | V | Ptn | DV  | DT  | +/− | Opmerking                     |
| --- | ----------- | --- | - | - | - | --- | --- | --- | --- | ----------------------------- |
| 1   | Celje       | 6   | 5 | 0 | 1 | 10  | 176 | 160 | +16 | 00Geplaats voor kwartfinale00 |
| 2   | Ademar Leon | 6   | 4 | 0 | 2 | 8   | 177 | 159 | +18 | 00Geplaats voor kwartfinale00 |
| 3   | HBC Karviná | 6   | 2 | 0 | 4 | 4   | 170 | 178 | -8  |                               |
| 4   | CSKA Moskou | 6   | 1 | 0 | 5 | 2   | 155 | 181 | -26 |                               |

### Groep D
| Pos | Club               | Wed | W | G | V | Ptn | DV  | DT  | +/− | Opmerking                     |
| --- | ------------------ | --- | - | - | - | --- | --- | --- | --- | ----------------------------- |
| 1   | Fotex Veszprém     | 6   | 5 | 0 | 1 | 10  | 176 | 160 | +16 | 00Geplaats voor kwartfinale00 |
| 2   | SC Magdeburg       | 6   | 4 | 0 | 2 | 8   | 177 | 159 | +18 | 00Geplaats voor kwartfinale00 |
| 3   | S.O. Chambéry      | 6   | 2 | 0 | 4 | 4   | 170 | 178 | -8  |                               |
| 4   | Vardar Vatrostalna | 6   | 1 | 0 | 5 | 2   | 155 | 181 | -26 |                               |

## Eindronde

### Kwartfinale
| Team 1               | Score   | Team 2         | 1       | 2       |
| -------------------- | ------- | -------------- | ------- | ------- |
| Redbergslids IK      | 58 – 60 | Kolding IF     | 31 - 30 | 27 - 30 |
| Portland San Antonio | 50 - 48 | Metković Jambo | 28 - 21 | 22 - 27 |
| SC Magdeburg         | 57 - 56 | Celje          | 29 - 31 | 28 - 25 |
| Ademar Leon          | 40 - 57 | Fotex Veszprém | 22 - 27 | 18 - 30 |

### Halve finale
| Team 1         | Score   | Team 2               | 1       | 2       |
| -------------- | ------- | -------------------- | ------- | ------- |
| Fotex Veszprém | 48 - 46 | Portland San Antonio | 27 - 19 | 21 - 27 |
| SC Magdeburg   | 57 - 44 | Kolding IF           | 29 - 19 | 28 - 25 |

### Finale
Finale wedstrijd 1
| 21 april 2002 14:15 | Fotex Veszprém | 23 - 21 | SC Magdeburg | Veszprém Aréna, Veszprém Scheidsrechters: Peter Hansson, Peter Olsson (SWE) |
| 21 april 2002 14:15 | (9-8)          |         |              | Veszprém Aréna, Veszprém Scheidsrechters: Peter Hansson, Peter Olsson (SWE) |
| 21 april 2002 14:15 | 3×             | Raport  | 3× 4×        | Veszprém Aréna, Veszprém Scheidsrechters: Peter Hansson, Peter Olsson (SWE) |

Finale wedstrijd 2
| 27 april 2002 14:30 | SC Magdeburg | 30 - 25 | Fotex Veszprém | GETEC Arena, Magdeburg Scheidsrechters: Francois Garcia, Jean-Pierre Moreno (FRA) |
| 27 april 2002 14:30 | (15 - 10)    |         |                | GETEC Arena, Magdeburg Scheidsrechters: Francois Garcia, Jean-Pierre Moreno (FRA) |
| 27 april 2002 14:30 | 3× 6×        | Raport  | 3× 7×          | GETEC Arena, Magdeburg Scheidsrechters: Francois Garcia, Jean-Pierre Moreno (FRA) |